# Емилиан Дангулас
Емилиан (на гръцки: Αιμιλιανός, Емилианос) е гръцки духовник, митрополит на Вселенската патриаршия.

## Биография
Роден е като Епаминондас Дангулас (Επαμεινώνδας Δάγγουλας) или Драгулис (Δραγούλης) в Артаки, Кизическа епархия. Учи в родния си град, а в 1886 година завършва Великата народа школа в Цариград. Работи като учител в Артаки и в цариградската гимназия Зографио. В 1899 година завършва Халкинската семинария. Ръкоположен е за дякон в 1898 година и за свещеник в 1899 година. Става архимандрит и служи в различни митрополии на Вселенската патриаршия. Настоятел е на столичния храм „Света Богородица Катафяни“ в Галата.
Емилиан е избран за мелнишки митрополит на 2 септември 1906 година. Ръкополагането му е извършено в патриаршеската катедрала във Фенер „Свети Георги“ от митрополит Филотей Никомидийски в съслужение с митрополитите Стефан Митимнийски, Константин Хиоски, Николай Маронийски и Серафим Сисанийски. В Мелник Емилиан поддържа активно гръцката въоръжена пропаганда в Македония в борбата ѝ с българщината в Източна Македония. На 8 декември 1911 година Емилиан става гревенски митрополит, като заема катедрата до 1920 година, а по-късно отново от 1922 до 1924 година. От 1918 до 1919 година е наместник на Еласонската епархия. От 1924 до 1927 година е елевтеруполски митрополит.